# Трефилов, Владимир Аркадьевич
Владимир Аркадьевич Трефилов (16 августа 1943, г. Бор Горьковской области — 14 октября 2014, Москва) — советский и российский тренер по лёгкой атлетике, заслуженный тренер России.

## Биография
Родился в семье Аркадия Николаевича и Александры Федоровны Трефиловых. Аркадий Николаевич был кадровым военным, воевал в Финскую войну, во время Великой Отечественной войны рвался на фронт, но был оставлен в тылу для подготовки кадровых офицеров. После войны отца В. А. Трефилова перевели служить в военную часть недалеко от Владивостока. На Дальнем Востоке В. А. Трефилов прожил до 12 лет. В 1955 году семья вернулась в г. Бор. В 1960 году отец В. А. Трефилова был уволен из армии в связи с хрущевской реформой армии и сокращением вооруженных сил. На Бору В. А. Трефилов окончил среднюю и музыкальную школу (последнюю — с отличием) по классу баяна. Учился в музыкальном училище в г. Горьком, не смог окончить его, так как был призван в армию, служил в Москве в Роте почетного караула (1961—1964). В армии серьезно увлекся спортом. Профессиональные занятия музыкой отложили отпечаток на всей жизни В. А. Трефилова: в 1960—1970-е гг. он работал аккомпаниатором в московском танцевальном коллективе «Колхида», летом работал в детских пионерских лагерях одновременно как музрук (музыкальный руководитель) и как физрук, аккомпанировал на баяне во время праздников в семье и на работе.
В 1964 году поступил и в 1969 году окончил с отличием Государственный Центральный ордена Ленина институт физической культуры по специальности «Тренер-преподаватель по легкой атлетике», после окончания института был оставлен на кафедре легкой атлетики и долгие годы работал как преподаватель. В 1983 г. был командирован в Алжир, где начал тренерскую работу. Подготовил несколько чемпионов Алжира в спринтерском беге, а также призеров Панарабских игр. В 1987 г. вернулся в СССР, где продолжил тренерскую работу и подготовку спринтеров. Работая в должности доцента кафедры теории и методики легкой атлетики ГЦОЛИФК — РГУФКСМиТ, совмещал преподавание с тренерской работой. Подготовил одного заслуженного мастера спорта, 12 мастеров спорта международного класса, 23 мастеров спорта, более 40 кандидатов в мастера спорта.
Среди его воспитанников:
- Александр Деревягин — пятикратный чемпион России в беге на 400 м с/б, бронзовый призёр чемпионата мира в помещении 2006 г.;
- Алина Галицкая — бронзовый призёр чемпионата мира среди юниоров 2012 г., чемпионка России 2014 г. в эстафете 4×400 м;
- Марина Карнаущенко — победитель Всемирной Универсиады в эстафете 4×400 (2011 г.), бронзовый призёр чемпионата мира в эстафете 4х400 (2012 г.);
- Юлия Терехова — серебряный призёр 9-й юношеского олимпийского фестиваля Европы 2007 г., победитель чемпионата Европы среди юниоров 2009 г. в эстафете 4×400 м, победитель чемпионата России среди молодежи 2012 г.;
- Борис Горбань — победитель (2001 г. — зима, лето, 2003 г., 2004 г. — лето), серебряный (1998, 2000, 2002 гг.) и бронзовый (2004 г. — зима, 400 м) призёр чемпионатов России. Серебряный призёр Кубка Европы (2001 г.) в эстафете 4×400 м.
- Елизавета Аникиенко — чемпионка России 2014 г. в эстафете 4×400 м.

Был награждён Почётным знаком «Отличник физической культуры и спорта» (2001).
Всю жизнь увлекался шахматами, играл в шахматы на уровне кандидата в мастера спорта. Был необыкновенно отзывчивым, бескорыстным и щедрым человеком.
Был женат дважды. Первая жена умерла от рака в 1974 г. Имеет двух дочерей от первого брака и одну — от второго, трое внуков.
Похоронен на Бабушкинском кладбище Москвы.